# Pferdezentrum Stadl-Paura

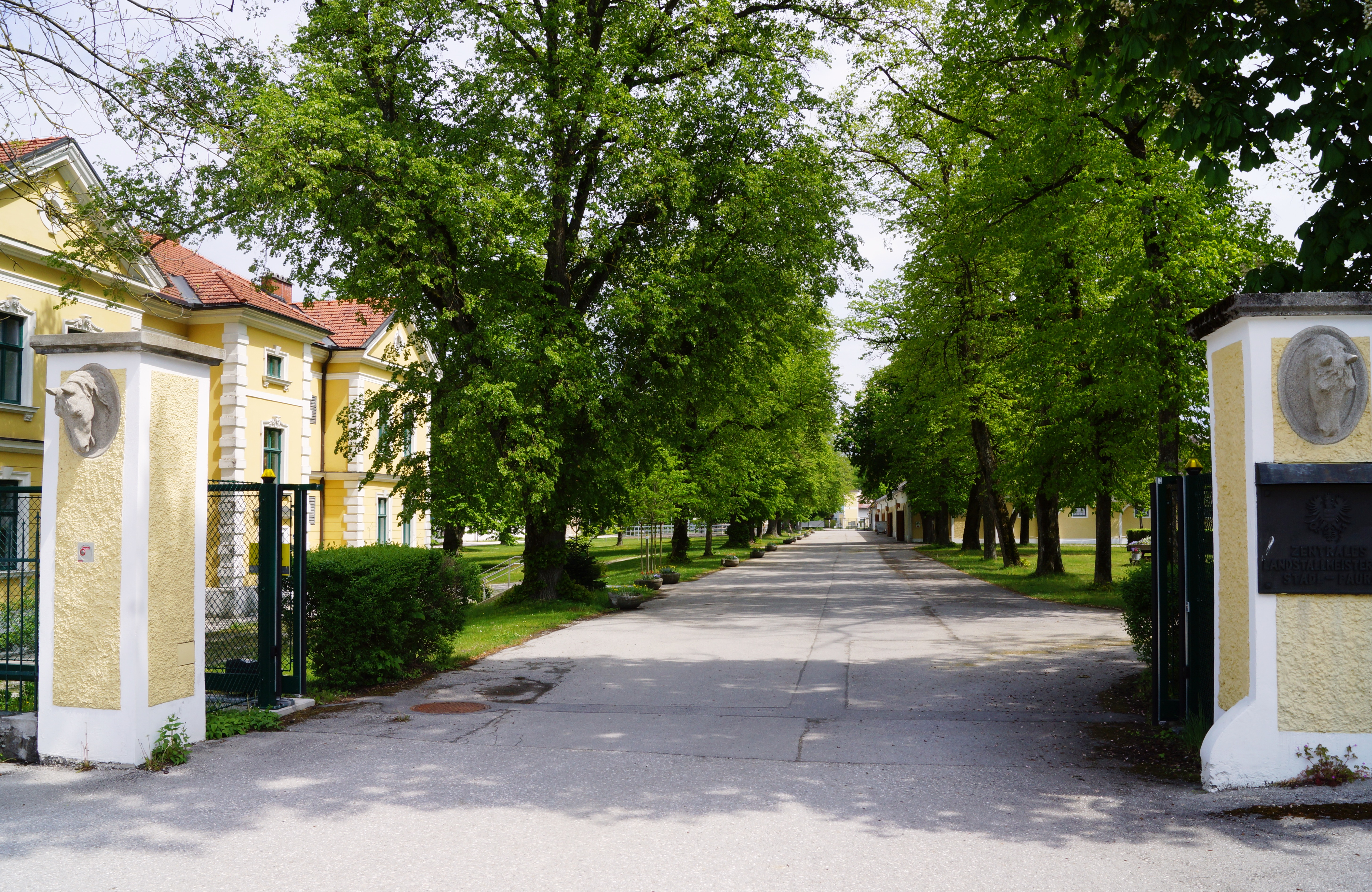
Das Einfahrtstor des Pferdezentrums Stadl-Paura

Das Pferdezentrum Stadl-Paura (ÖPZ) ist eine über 200 Jahre alte, denkmalgeschützte Pferdesportanlage in Stadl-Paura und war einst k. u. k. Hengstendepot und Bundesanstalt. Die Schwerpunkte des 24 Hektar großen Betriebes sind die Ausbildung von Pferden, Reitern und Fahrern sowie die Organisation und Abwicklung von Veranstaltungen, Kursen, Lehrgängen, Hengst- und Stutleistungsprüfungen, Veranlagungsprüfungen, Turnieren, Zuchtveranstaltungen wie Championate, Stutbuchaufnahmen und Körungen aller Pferderassen und Events außerhalb des Pferdebereichs. 1998 wurde das Pferdezentrum Stadl-Paura privatisiert. Der ehemals staatliche Betrieb wird seither von einer Betreiber-Gesellschaft (GmbH) geführt. Umfangreiche Investitionen wurden 2019 und 2020 in das Areal (Reitflächen, Gastronomie, Kurs- und Seminarzentrum) und deren Instandhaltung getätigt, sodass inmitten des historischen Ambientes auch moderne Infrastruktur vorzufinden ist.

## Geschichte

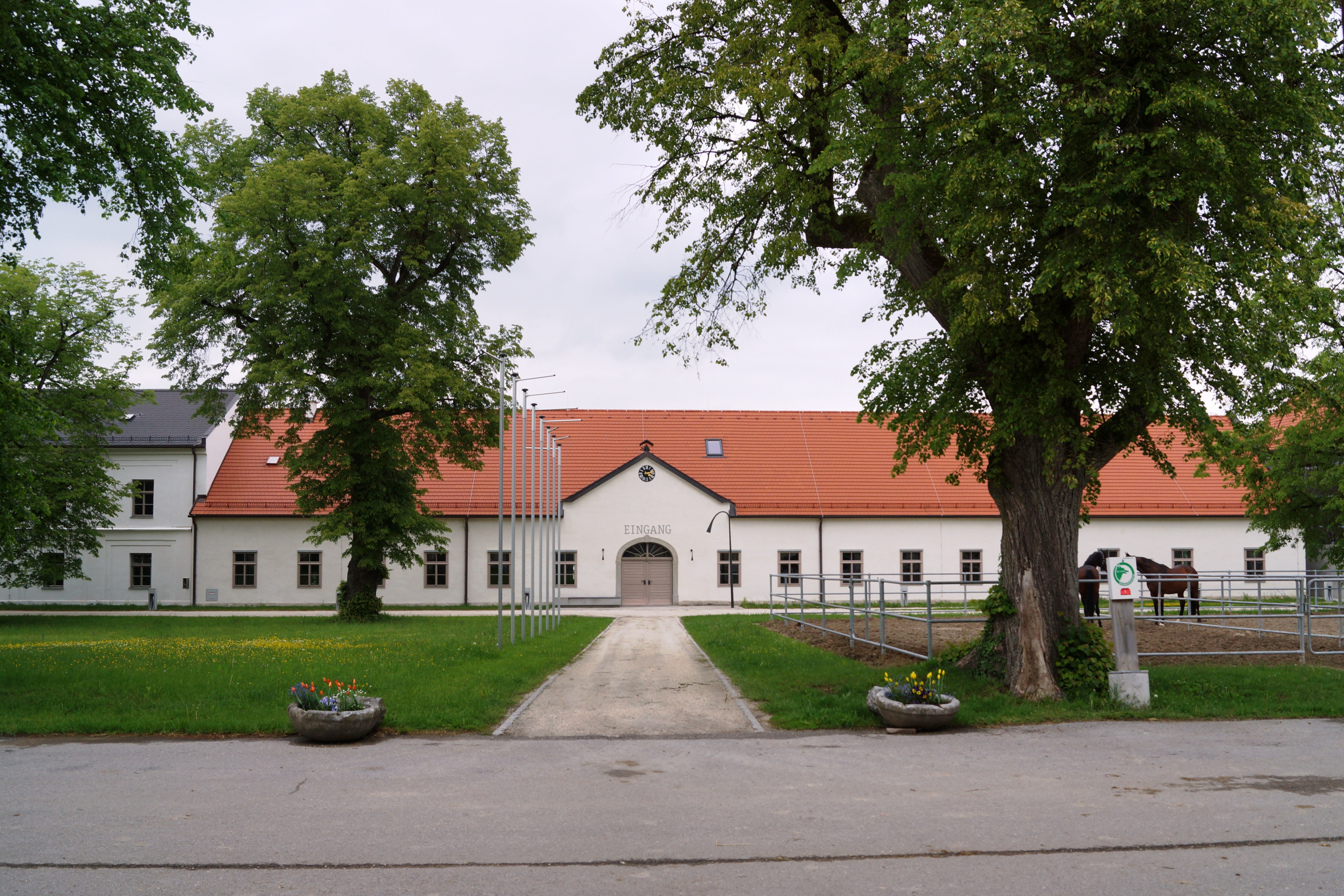
Das neue Veranstaltungszentrum – und ehemalige Kaserne – des Pferdezentrums Stadl-Paura

Die Geschichte des Pferdezentrums Stadl-Paura reicht über 200 Jahre zurück. Die ältesten Gebäude im ehemaligen k. u. k. Hengstendepots wurden im Jahr 1807 für die Salzsschifffahrt entlang der Traun errichtet. Damals zogen Pferde im sogenannten „Gegenzug“ die Salzschiffe an der Traun flussaufwärts. Die Stallungen der k. u. k.-Traunzugsregie mit dem zugehörigen Verwaltungs-, Mayr,- und Schmiedehaus wurden für die Unterbringung dieser Pferde errichtet. 

### k. u. k. Staatshengstdepot Stadl
Im Jahr 1826 kam es zur Gründung des kaiserlich-königlichen Hengstendepots. Als offizielles Gründungsdatum des Hengstendepots gilt der 17. September 1826, wobei der Vollbetrieb erst im Jahre 1827 aufgenommen wurde.
Im Militär-Schematismus des österreichischen Kaiserthumes von 1858 wird das Beschäl- und Remontirungs-Commando Für Nieder- und Ober-Oesterreich, Salzburg und Tirol, zu Stadl bei Lambach genannt, im Schematismus von 1860–1861 heißt es Militär-Hengsten-Depot Für Nieder- und Ober-Oesterreich, Salzburg und Tirol, zu Stadl bei Lambach und ab 1869 wird es unter k. k. Staats-Hengsten Depot für Nieder- und Ober-Oesterreich, Salzburg und Tirol, zu Stadl bei Lambach geführt.
Bis zum Ersten Weltkrieg galt das besondere Interesse des k. u. k. Hengstdepots in Stadl-Paura der Noriker-, Haflinger-, Warmblut- und der Vollblutzucht. Mit dem Zusammenbruch der Monarchie 1918 wurde es als 'Bundeshengstenstallamt Stadl-Paura' dem Bundesministerium für Land- und Forstwirtschaft unterstellt. In den folgenden Jahrzehnten diente Stadl-Paura der Zucht des norischen Kaltblutpferdes, des schweren Warmblutpferdes, vornehmlich auf Oldenburger Grundlage und des Haflingers.
Durch den Anschluss Österreichs an das Deutsche Reich im Jahre 1938 wurde das Bundeshengstenstallamt als 'Landgestüt' dem Reichsministerium für Landwirtschaft direkt in Berlin unterstellt. Der Bestand an staatlichen Zuchthengsten, der sich zum Teil in Privatpflege befand, zählte 1939 etwa 560 Beschäler. In den folgenden Jahren kamen zahlreiche Hengste aus Norddeutschland und Bayern hinzu, die meistens der Oldenburgerrasse angehörten. Die Gestütsdienste wurden bis zum Kriegsende von 135 Gestütsangestellten wahrgenommen. Ein massiver Schrumpfungsprozess in der Pferdezucht brachte erhebliche Einschnitte beim Personal- und Hengstbestand in Stadl-Paura. Im Jahr 1950 wurde noch die 'neue Schmiede' erbaut. Ihre Einrichtung stellte den letzten baulichen Eingriff in die Anlage bis 1999 dar.
Ebenso wie in Deutschland entwickelte sich die Tendenz zum Sport- und Freizeitpferd. Die einheitliche Zucht eines dafür geeigneten Reitpferdes war aber nicht vorhanden, denn die alten Zuchtstämme der einstmals so berühmten Halbblutpferde der Donaumonarchie waren, falls sie überhaupt noch existierten, in alle Winde zerstreut. Eine der Aufgaben Stadl-Pauras war es, die altösterreichischen Stämme Furioso, Nonius, Przedswit, Gidran und Shagya zu erfassen und neuerlich der Zucht zuzuführen. Gleichzeitig wurden qualitätsvolle Warmbluthengste in der BRD angekauft.
Bei der Bestattung von Zita von Bourbon-Parma am 1. April 1989 in Wien stellte das damalige Bundesgestüt Stadl-Paura sechs schwarze Zugpferde für den kaiserlichen Hofleichenwagen, als Kutscher fungierte bei diesem Anlass der Bundesgestüt-Oberoffizial Johann Steininger.
Im Jahre 1997 wurde die Bundesanstalt für Pferdezucht ausgegliedert und an das Land Oberösterreich (51 %) und den Landesverband der Pferdezüchter Oberösterreichs verkauft (49 %). Am 1. Januar 1998 erfolgte die Übergabe des Hengstdepots an die neuen Besitzer. Am 31. März 1998 wurde die 'Pferdezentrum Stadl-Paura GmbH' mit den einzelnen Landeszuchtverbänden als Gesellschafter gegründet. Am 1. Oktober 1999 wurde die neue Veranstaltungshalle, 2011 der neue Ausbildungsstall eröffnet. Am 1. Oktober 2015 wurde die gesamte Anlage an die Pferdezentrum Stadl-Paura GmbH mit 16 Gesellschaftern verpachtet.

## Anlage unter Denkmalschutz
Ein Großteil der Gebäude auf dem 24 Hektar großen Areal des Pferdezentrums Stadl-Paura stehen unter Denkmalschutz (Listeneintrag).
Dazu zählen der historische Vierkanter, das alte Offiziershaus, der ehemalige Burschentrakt und die alte Kaserne.

## Betrieb
Das Österreichische Pferdezentrum Stadl-Paura versteht sich als Kompetenzzentrum für Pferdezucht, Pferdesport sowie Ausbildung von Pferd und Mensch. Das ÖPZ erfüllt dabei Dienstleistungen in den Bereichen:
- Zucht: Die bundesländer-übergreifende Selektion in der Zucht bei Fohlenchampionaten, Stutbuchaufnahmen, Hengstkörungen sowie Reitpferde- und Leistungsprüfungen.

- Sport: Im Pferdezentrum Stadl-Paura werden nationale und internationale Turniere, Kurse und Seminare für alle Disziplinen des Pferdesports veranstaltet. Der Großteil der Disziplinen ist ganzjährig durchführbar.

- Bildung: Besuchern wird im Pferdezentrum Stadl-Paura der Stellenwert des Pferdes in der Gesellschaft vermittelt, ebenso die Einsatzbereiche wie Freizeit, Therapie und vieles mehr. Die Ausbildung von Pferden geht Hand in Hand mit der Weiterbildung für Reiter und Fahrer.

- Kultur und Tourismus: das Pferdezentrum Stadl-Paura sieht sich als Kulturträger Österreichs. In dieser Zeit wandelte sich das Pferd vom Kriegs- und Arbeitstier zum Freizeit- und Sportpartner.

### Betriebsform
Seit der Privatisierung im Jahr 1998 wird das Pferdezentrum Stadl-Paura von einer Betreiber-Gesellschaft (GmbH) geführt. Es liegt im gesamtstaatlichen Interesse, die Pferdezucht, den Pferdesport und das Pferdewesen auf nationaler Ebene zu koordinieren und zu fördern. Aus diesem Grunde wurde mit der Unterstützung von Pferdezuchtorganisationen Österreichs 1998 eine Betreibergesellschaft zu Erhaltung und Weiterentwicklung des Österreichischen Pferdezentrum Stadl-Paura gegründet. 2008 kam der Österreichische Pferdesportverband als wesentlicher Gesellschafter dazu.

### Gesellschafter der Pferdezentrum Stadl-Paura GmbH
Die Pferdezentrum Stadl-Paura GesmbH hat folgende Gesellschafter (Stand 1. Januar 2020):
- Landwirtschaftskammer Oberösterreich
- Landesverband der Pferdezüchter Oberösterreichs
- Zentrale Arbeitsgemeinschaft Österreichischer Pferdezüchter
- Österreichischer Pferdesportverband
- Verband Niederösterreichischer Pferdezüchter
- Landespferdezuchtverband Steiermark
- Landespferdezuchtverband Kärnten
- Landespferdezuchtverband Salzburg
- Landwirtschaftskammer Burgenland
- Verband der Haflingerpferdezüchter Salzburg
- Verein der Warmblutpferdezüchter des Landes Salzburg
- Verein der Warmblutpferdezüchter des Landes Tirol
- Österreichischer Araber-Zuchtverband
- Vorarlberger Pferdezuchtverband
- Tiroler Noriker-Pferdezuchtverband
- Reitclub Pferdezentrum Stadl-Paura

### Geschäftsführer
Geschäftsführung der Pferdezentrum Stadl-Paura GmbH:
- 1998 bis 2000: Karl Bauer
- 2000 bis 2004: Johann Entenfellner
- 2004 bis 2012: Andrea Holzleithner
- 2012 bis 2015: Wolfgang Schürrer
- 2015 bis 2017: Karl Platzer
- seit 1. Jänner 2018: Johannes Mayrhofer

### Betriebe und Dienstleister im Pferdezentrum Stadl-Paura
Auf dem Areal sind nicht nur mehrere Dienstleister und Betriebe stationiert, sondern auch Institutionen haben ihren Sitz im Pferdezentrum Stadl-Paura.
Organisationen mit ihrem Sitz im Pferdezentrum Stadl-Paura (Stand 1. Januar 2020):
- Generalsekretariat der Zentralen Arbeitsgemeinschaft Österreichischer Pferdezüchter (ZAP)
- Landesverband der Pferdezüchter Oberösterreichs (Zuchtverband Stadl-Paura)
- Die Bundesorganisationen der Pferderassen:
  - Arbeitsgemeinschaft der Haflingerzüchter Österreichs (ARGE Haflinger)
  - Arbeitsgemeinschaft der Norikerzüchter Österreichs (ARGE Noriker)
  - Arbeitsgemeinschaft für Warmblutzucht in Österreich (AWÖ)
  - Arbeitsgemeinschaft der Zuchtverbände überregional (ARGE Überregional)
  - Verband der Vollblutaraber Österreich (VVÖ)

- Die Ländlichen Reiter & Fahrer Österreichs
- Reitclub Pferdezentrum Stadl-Paura
- Förderverein „Verein der Freunde des Pferdezentrums Stadl-Paura“ unter der Obmannschaft von Jakob Auer

## Areal
Das Areal des Pferdezentrums Stadl-Paura umfasst im Gesamten 24 Hektar. Davon sind zwei Hektar Reitflächen (Reithallen und Außenplätze) und vier Hektar Gelände- & Marathonstrecke. 200 fixe Boxen sind verfügbar und ab 2021 soll es zusätzliche 250 fixe Pferdeboxen für Turniere, Kurse und Lehrgänge geben.

### Altes Offiziershaus – Direktionsgebäude
Im alten, direkt neben dem Einfahrtstor gelegenen Offiziershaus – auch „Offiziersstöckel“ genannt – befindet sich das Direktionsgebäude. Dort sind die Servicestelle und die Büros des Pferdezentrums sowie der verschiedenen, im ÖPZ befindlichen Institutionen.

### Alte Kaserne und ehemaliger Burschentrakt – Wohnungen, Veranstaltungs- und Seminarzentrum
In der ehemaligen Kaserne sind Wohnungen, die in erster Linie das Personal des ÖPZ nutzen. In der nebenbei gelegenen alten Kaserne waren 2016 die Räumlichkeiten der Landesausstellung zum Thema „Mensch & Pferd. Kult und Leidenschaft“. Diese wurden zum Seminar-, Kurs- und Veranstaltungszentrum umgebaut. Nicht nur Seminare, Lehrgänge, und Kurse können hier abgehalten werden, sondern auch Hochzeiten, Gemeindeveranstaltungen, Sitzungen, Firmenfeiern.

### Alte Schmiede – Gebäude für Dienstleister
Angrenzend zur alten Kaserne und Burschentrakt ist die alte Schmiede. Diese Gebäude steht nun im ÖPZ ansässigen Dienstleistern – Geschäft für Reitsportzubehör im Erdgeschoß und Sattlerei im 1. Stock – zur Verfügung.

### Neue Schmiede
In der neuen Schmiede übt Schmiedemeister Wilfried Wallner sein Handwerk aus. Dort wird einmal pro Jahr auch ein Schmiedekurs angeboten und Hufschmiede ausgebildet.

### Historischer Vierkanter
Zum Kernstück des ÖPZ zählt der denkmalgeschützte Vierkanter. In den Stallungen des Vierkanters sind 116 Pferdeboxen, Sattelkammern, Solarium, Waschboxen und Lagerplatz für Heu und Stroh. Inmitten des historischen Vierkanters ist eine Führanlage für die Pferde sowie mit Untergrund (Bodenmatten) und Sand befestigte Paddockflächen für den Auslauf.

### Leistungsprüfungs- und Ausbildungsstall
Der im westlichen Teil der Anlage gelegene Leistungsprüfungs- und Ausbildungsstall wurde 2011 fertig gestellt. Er wird von den Ausbildungsleitern im Reiten und Fahren geleitet und hat sein eigenes Bereiter- und Pferdepflegerteam. Der Stall zählt 37 Boxen, davon sind zwölf Paddockboxen. Zusätzlich gibt es die eigene Ausbildungshalle, eine überdachte Freiführanlage im Durchmesser von 19 Meter für sechs Pferde, ein Solarium, Waschplätze und größere Laufkoppeln.

### Reit- und Fahrflächen
Im ÖPZ stehen insgesamt sechs Hektar Reitflächen (Outdoor und Indoor) zur Verfügung. Dort findet das tägliche Training sowie Kurse und Wettkämpfe in verschiedenen Sparten des Pferdesports statt.

#### Outdoor

##### Paradeplatz
Der 65 × 35 Meter große Paradeplatz ist umrandet von Hecken und ist eingebettet zwischen Direktionsgebäude, Vierkanter und k. & k. Halle. Das historische Flair kommt hier zur Geltung. 2019 wurde die Reitfläche auf erneuert, neue Bodenmatten verlegt und mit neuer Tretschicht versehen.

##### Europaplatz
Der Europaplatz hat seinen Namen von den 2006 ausgetragenen Nachwuchs-Europameisterschaften im Dressurreiten. 2019 wurde der Platz auf 100 × 65 Meter vergrößert und ebenfalls in neuen Bodenmatten und neuen Sand investiert.

##### Waldarena
Die im Süden des Areals gelegene Waldarena wurde 2020 erneuert. Neben der neu aufbereiteten Reitfläche (Untergrund, Bodenmatten und Sand) wurde der Gastronomie-Bereich eingerichtet sowie die Infrastruktur (Meldestelle, Toilettenanlagen, Lagerräume) aufgebaut. Die gesamte Fläche der Waldarena umfasst rund 11.000 m² und bietet Austragungsplatz und Abreiteplatz ein Einem.

##### Gelände- und Marathonstrecke
Die Gelände- und Marathonstrecke ist für die Sparten Vielseitigkeit und Fahren vorgesehen. Die teils hügelige und teils ebene Fläche ist vier Hektar groß. Neben Grünfläche gibt es auch befestigte Wege. Darüber hinaus sind auf der Strecke Gelände- und Marathonhindernisse integriert. Die Strecke ist aus Sicherheitsgründen gesperrt und kann nur bei ausgeschriebenen Trainingszeiten und bei Turnieren oder Lehrgängen beritten beziehungsweise befahren werden.

#### Indoor

##### k. & k. Halle
Die im Zentrum des ÖPZ gelegene k. & k. Halle wurde 1890 errichtet und hat die Maße 18 × 45 Meter.

##### Karl-Bauer-Halle
Die nach dem Geschäftsführer Karl Bauer benannte Karl-Bauer-Halle (große Veranstaltungshalle) wurde 1999 errichtet. Mit ihrer Fertigstellung und Eröffnung am 1. Oktober 1999 zeigte sich die Wende in der Nutzung. Seither dient das Pferdezentrum als Kompetenzzentrum für die Pferdewirtschaft und als Veranstaltungsort für Pferdezucht und Pferdesport. Die Karl-Bauer-Halle zählt mit ihrer Reitfläche von 30 × 70 Meter und einem Fassungsvermögen von rund 1.700 Personen (880 Sitzplätze und Stehplätze auf der Galerie) zu den größten und frequentierten Reithallen Österreichs.
Neben den verschiedenen Sport- und Zuchtveranstaltungen werden in der Karl-Bauer-Halle auch Kurse abgehalten und Events wie die „Heißen Eisen“, die Parade der Pferdewirte des ABZ Lambach und HAK Lambach, wo Schüler bei einem Programm ihr Können zeigen.
Am 4. Oktober 2019 wurde zum 20-jährigen Jubiläum mit Programm geladen. Geschäftsführer Johannes Mayrhofer präsentierte einen Leistungsbericht.

##### Überdachter Reitplatz
Der überdachte Reitplatz, oder auch kurz „Überdachung“ genannt, war einst ein Reitplatz, der mit Wänden und Dach verbaut wurde. Somit stand dem ÖPZ eine weitere Indoor-Fläche zur Verfügung. 2012/2013 wurde sie seitlich verschalt und durch ein Flugdach mit der Veranstaltungshalle verbunden. Der überdachte Reitplatz bietet sich aufgrund der Nähe zur Austragungshalle (Karl-Bauer-Halle) als Abreiteplatz zum Aufwärmen der Pferde.

##### Halle des Leistungsprüfungs- und Ausbildungsstall
Mit der Fertigstellung des Leistungsprüfungs- und Ausbildungsstall 2011 fertig gestellt. Er wird von den Ausbildungsleitern im Reiten und Fahren geleitet und hat sein eigenes Bereiter- und Pferdepflegerteam. Der Stall zählt 37 Boxen, davon sind zwölf Paddockboxen. Zusätzlich gibt es die eigene Ausbildungshalle, eine überdachte Freiführanlage im Durchmesser von 19 Meter für sechs Pferde, ein Solarium, Waschplätze und größere Laufkoppeln.

### Aichetfeld
Das Aichetfeld ist im westlichen Teil des ÖPZ auf den Gründen des Benediktiner Stifts Lambach gelegen. Es gibt ein separates Einfahrtstor (Einfahrt über Gmundner Straße). Auf der ebenen Fläche ist ausreichend Platz für die Stallungen der Turnier- und Kursboxen sowie Parkfläche für Transporter. Bis 2021 sollen hier 250 Fixbboxen erbaut werden.

### Ehemalige Deckstation
Bis 2012 waren im ÖPZ Deckhengste stationiert. Die Stallungen der Deckstation sind mittlerweile verpachtet.

### Wirtshaus 7er-Stall
Das Wirtshaus 7er Stall ist ein Gastronomie-Betrieb, der sich im Areal des ÖPZ befindet. Das Wirtshaus ist verpachtet. Im Gebäude des Wirtshauses waren einst Stallungen, der sogenannte Stall 7. Integriert in das Wirtshaus ist ein Geschäft, wo neben Nahrungsmittel, Obst, Gemüse oder Milchprodukte, auch Dinge des alltäglichen Gebrauchs erworben werden können.

## Dienstleistungen

### Stadlinger Leistungsprüfungs- und Ausbildungsstall
Das Ausbildungsteam der Bereiter und Fahraubildner arbeitet in ihrem eigenen Stalltrakt mit separater Ausbildungshalle und ist nicht nur für die Jungpferdeausbildung und Abwicklung der Leistungsprüfungen verantwortlich, sondern übernimmt auch Präsentationen auf Championaten, Körungen und Turnieren. Pferde sind im Stadlinger Leistungsprüfungsstall stationiert und werden dort ausgebildet. Durch die eigene Reithalle ist – unabhängig von allen Veranstaltungen – eine ungestörte Ausbildung möglich. Das Ziel ist eine dem Alter entsprechende, pferdegerechte Ausbildung nach den Grundsätzen der klassischen Ausbildungsskala. Besonderes Augenmerk wird auf die Rittigkeit der Pferde gelegt und darauf, dass die Pferde leicht nachgeritten werden können. Als besonderes Service dokumentiert das Ausbildungsteam den Ausbildungsstand des Pferdes in schriftlicher Form.

#### Grundausbildung
Junge Pferde werden anlongiert, angeritten und auf Wunsch des Züchters oder/und Besitzers auch in der Kutsche eingefahren.

#### Veranlagungsprüfungen
Neben den im Ausland anerkannten Leistungsprüfungen bietet das Pferdezentrum Stadl-Paura auch eine Veranlagungsprüfung für Hengste, Stuten und Wallache an. Diese ist den österreichischen Zuchtprodukten vorbehalten und dient als Zertifikat für die Grundausbildung des Pferdes. Die Veranlagungsprüfung wird individuell durchgeführt und der Zeitraum gestaltet sich daher zwischen 30 und 60 Tage. Überprüft wird nach der Eingangsuntersuchung der Gesundheitsstatus. Im Training und während der Ausbildung werden – ähnlich einer Leistungsprüfung – Interieur/Charakter (Umgänglichkeit/Temperament, Lernbereitschaft, Leistungsfähigkeit/Konstitution), die Grundgangarten beim Reiten (Schritt, Trab, Galopp sowie Reiteignung) sowie – falls seitens Beschicker erwünscht – die Fahranlage Einspänner.

#### Leistungsprüfungen
Im ÖPZ werden für folgende Rassen Hengstleistungsprüfungen (HLP) für Hengste angeboten:
- Haflinger
- Kaltblut und Noriker
- Warmblut
- Spezialrassen und Ponys
- Araber

Außerdem gibt es für folgende Rassen Stutleistungsprüfungen (SLP) für Stuten:
- Haflinger
- Kaltblut und Noriker
- Warmblut
- Spezialrassen und Ponys
- Araber

#### Präsentation auf Turnieren, Championaten und Körungen
Der Stadlinger Leistungsprüfungs- und Ausbildungsstall übernimmt auf Wunsch auch die Präsentation der Pferde auf Turnieren, Championaten und Körungen.

## Ausbildung
Das ÖPZ dient als Ausbildungsstätte für Reiter, Fahrer, Sportler, Schüler und Pferde.

### Ausbildung von Pferden
Die Pferde werden unabhängig von Alter und Rasse im Pferdezentrum Stadl-Paura ausgebildet.

### Ausbildung von Schülern
Das Agrarbildungszentrum Lambach (ABZ) und die Handelsakademie Lambach des Schulvereines am Benediktinerstift Lambach (HAK Lambach) arbeiten mit dem ÖPZ zusammen. Das ABZ hat eine eigene Fachrichtung Pferdewirtschaft und die HAK Lambach bietet einen eigenen Zweig Horse Management & Economics (HME) an. Die Schüler absolvieren dabei den Praxisunterricht (Reiten, Fahren, Pferdehaltung) sowie Veterinärkunde im ÖPZ. Die Theoriestunden sind in den Schulgebäuden der angrenzenden Gemeinde Lambach.

### Ausbildung von Sportlern
Pferdesportler können im ÖPZ trainieren und das Kurs- und Trainingsangebot nutzen. Es gibt ausgeschriebene Trainingstage, Kurse und Lehrgänge. Zweimal pro Jahr werden auch Einsteigerkurse für Reiterpass, Reiternadel und Lizenz angeboten.

### Ausbildung von Hufschmieden
Einmal pro Jahr wird der von Beschlagsmeister Wilfried Wallner geleitete Hufbeschlagskurs (Lehrgang für Huf- und Klauenbeschlag) im ÖPZ durchgeführt und Hufschmiede ausgebildet.